# 축자영감설
축자영감설(逐字靈感說, 영어: verbal inspiration 버블 인스피레이션[*])은 성경 글자까지도 하나님의 영감으로 기록되었기 때문에 단 한 글자도 한 문장도 틀림이 없다는 기독교 근본주의적 성경관이다. 4세기부터 전해진 전통 성경무오설은 성경이 구원의 절대적인 복음의 책이고, 교회의 바탕이라는 의미일 뿐, 글자 하나마다 의미를 두지 않으며, 살아있는 붓으로서 성경 저자를 상정하지 않는다.
축자영감설은 문자적 성경 이해인 성경 문자주의와 항상 함께 거론된다. 축자영감설의 해석 방식은 역사적 성경해석이 아니라 알레고리 성경해석을 기반으로 한다. 개신교 성서해석 기준인 역사적 성경해석을 바탕으로 하는 성서의 문헌양식, 전승자료, 편집양식, 사회학적 배경 등을 분석하는 성서해석방법론인 성서비평학을  반대하는 이론이다. 제임스 바(James Barr)에 따르면 이 이론은 16세기와 17세기 개신교 신학자들 가운데 시도되었다고 하지만, 종교개혁 전통에 따르는 개신교 신학에서는 거부하는 성경이해 방식이다. 이것을 19세기 세대주의와 20세기 초의 기독교 근본주의자들의 주장인 《근본》이란 책에서 활용하며 재등장하였다.

## 축자영감설 옹호
축자영감설의 지지자들은 성경의 원본에 영이 깃든 글자와 문장으로 구성되어 문자적으로 오류가 없다고 보아서, 성서의 문자적 해석을 최선의 해석이라고 주장한다. 성서내용을 과학적 사실이나 역사적 사실이라고 해석한다. 축자영감설의 근거로 종종 제시되는 성경 구절로 디모데후서 3장 16절~17절이 있다. “모든 성경은 하나님의 감동으로 되었다”그외에도 갈라디아서 3:16, 베드로후서 1:21 등에 근거를 뒷받침하는 내용이 있다. 축자영감론자들은 당연히 성령의 인도에 따른 선지자, 사도들의 권위 아래 쓰인 원본이 한획 한점까지 틀릴 수 없다고 하는 것이다.

16. 모든 성경은 하나님의 감동으로 된 것으로 교훈과 책망과 바르게 함과 의로 교육하기에 유익하니

17. 이는 하나님의 사람으로 온전하게 하며 모든 선한 일을 행할 능력을 갖추게 하려 함이라

《성경전서 개역개정, 디모데후서 3:16-17 》

### 성경 원본 문제
지금 우리가 보는 성경이 원본이 아니지만 다른 책에 비해 압도적으로 많은 사본간의 대조를 통해서 거의 원전과 비슷한 텍스트를 얻을 수 있다고 본다.

### 성경의 활용
성경이 영적인 감동으로 쓰였으므로 영적인 감동을 받은 사람이면 누구나 성령이 알려주시는 성경의 구절을 인용할 수 있다. 영적인 성경과 성령에 붙잡힌 사람이 성경을 바람처럼 흐르는 성령을 따라 인용하고 해석할 수 있다. 이것은 계시된 말씀을 인간의 과학이나 연구가 아니라 성령으로 이해하는 과정으로 과학을 뛰어넘는 영적인 것이고, 진정한 성령을 따르는 '근본'적인 길이라고 볼 수 있다.

## 축자영감설의 문제
16세기 종교개혁자들이 거부하고, 17세기 개신교 정통주의 신학계에서도 거절한 이론이 '축자영감설'이었다. 초기 개신교회 신학사상에서도 축자영감설은 환영받지 못했으며, 개신교 초기 신학자들도 성경이 구원의 절대적인 복음의 책이고, 교회의 바탕이라는 의미의 성경무오설을 주장했다. 즉, 종교개혁의 전통을 구성한 초기 개신교 신학자들은 축자영감설을 주장한 적이 전혀 없다.
개신교 초기 신학자들이 주장한 하나님의 영으로 성경이 씌여졌다는 의미는 기록자가 마치 한 자루 붓이 되어 성령의 부르심대로 성경을 써내려갔다는 의미가 아니다. 성경에 하나님의 말씀이 기록되었고, 그 기록된 내용이 영적이어서 구원을 알리는데 완전하다는 의미인 유럽의 중세적 표현이었다.

### 축자영감설과 문자적 성경 이해의 관계
기독교 근본주의자들이 주장하는 '성경 문자주의(문자적 성경 이해)'와 '축자영감설'은 종교개혁 전통을 잇는 역사적 성경해석을 근간으로 발전한 개신교 성경신학을 배격하기 위해 채택한 실제적인 신학적 도구이다. 기독교 근본주의자들이 성경신학을 공격하기 위해서는 성경신학의 이론을 활용할 수가 없었으므로, 종교개혁자들이 반대하고, 17세기 개신교 정통주의 신학계에서 폐기하고, 성경신학이 다루지 않는 '축자영감설'과 문자적 성경이해인 '성경 문자주의'를 도입 활용해야 했다.
인문과학적 개념과 계몽주의 개념을 활용하는 성경신학에 대해 신령한 개념으로 보이는 '축자영감설'은 매우 적절한 공격 무기였고, 성경신학을 세속 학문으로 평가절하시키고, 기독교 근본주의의 '문자적 성경이해'즉 성경 문자주의 성경관을 거룩한 학문으로 포장하기에 알맞았다. 그러나 현대적 개신교회의 성경신학은 역사적 성경해석에서 발전한 종교개혁 전통의 성경해석 방법론을 따르는 것이며, '축자영감설'은 종교개혁 전통에서 거부한 알레고리 성경해석을 지지하는 입장이다. 기독교 근본주의에서 축자영감설과 성경 문자주의를 지지하는 가장 큰 이유는 성경 본문의 의미가 아니라 해석자의 해석 내용의 중요성을 강조하는 알레고리 성경해석을 강력하게 활용하기 위해서이다.
축자영감설과 연결된 '성경 문자주의'(문자적 성경 이해)는 모든 성경 본문이 동일한 가치를 지닌다는 전제를 한다. 본문의 '시대적 배경'도, 기록자의 '환경'도 전혀 고려하지 않고, '문맥'도 고려할 필요가 없다. 영적인 지시라는 이름으로 자신의 주장에 필요한 성경의 문장을 취사 선택하여 재편집하면 된다. 구약 욥기의 욥의 독백과 친구들의 증언과 하나님의 명령 문장에서 취사선택하여 모두 뒤섞어 새로운 문단으로 재편집해도 된다. 그 이유가 바로 축자영감설이다. 모든 문자와 단어와 문장은 영적인 것이므로 어떠한 문장이든 하나님의 말씀이라는 주장이다. 기독교 근본주의자들이 근대적 '성경신학'만이 아니라 서방교회 종교개혁 정신을 잇는 '정통 신학계'와 '정통 개신교회'를 공격하기 위해 축자영감설을 이용해 성경 구절을 재편집 후 인용하여 주장하였다. 정통 개신교회를 반대하고 자신들의 분리주의적이고 보수적 주장을 지지하는 성경 구절을 기독교 근본주의자가 마음대로 취사선택 재배열할 수 있다고 알리는 기독교 근본주의의 신학적 도구가 바로 축자영감설이다.

## 성서무오설과의 관계
축자영감설의 성경무오설은 종교개혁 전통의 성경무오설과 그 맥을 완전히 달리한다. 축자영감설에서 주장하는 성경의 무오는 단지 알레고리 성경해석을 위한 근거 자료로 활용하기 위한 주장일 뿐이다.
축자영감설의 무오는 현재의 성경 본문의 기록자료로 부정된다. 모든 성경은 원본이 아니라 필사본을 근거로 하고 있으므로 무엇이 원본 그대로 또는 원본에 충실한 내용이고 무엇이 변개된 내용인지 알 수 없다. 내용이 글자 하나하나 완벽하며 무오하려면 무엇이 원본인지 알 수 있어야 하지만, 현재까지 성경의 진정한 원본은 발견된 바가 없으므로 축자영감설은 그 전제 자체의 실체가 불분명한 주장이다.

## 사회적 비판
진화를 비롯한 명백한 사실들을 부정하는 등, 현대과학과의 마찰이 많고, 현실을 부정해야 하는 부분이 많기에 사회적인 부분에서도 많은 비판을 받고 있다.

## 같이 보기
- 성서비평학
- 이중저작설
- 기독교 근본주의
- 창조론